# Musée Torlonia
Le musée Torlonia (en italien, Museo Torlonia) est un ancien musée d'art et d'archéologie privé qui abritait les sculptures antiques de la collection Torlonia. Ouvert à Rome en 1893, fermé en 1976, il est devenu depuis une fondation privée gérée par la famille Torlonia, en lien avec la villa Albani.

## Historique
Le premier ensemble de la collection date du début du XIXe siècle et a été acquis lors d'une vente aux enchères publique durant laquelle Giovanni Torlonia (1754-1829) achète, en 1800, une centaine de pièces de ce qui restait de la collection du sculpteur et restaurateur Bartolomeo Cavaceppi, dont l'atelier, via del Babuino, était un passage obligé pour les visiteurs du Grand Tour. En 1825, environ 270 œuvres augmentent la collection, dont certaines proviennent de la collection de sculptures anciennes, la plus prestigieuse du XVIIe siècle, celle du marquis Vincenzo Giustiniani, l'ami et mécène du Caravage, et dont la vente avait attiré les convoitises de Napoléon.
En 1866, Alessandro Torlonia (1800-1886) achète la villa Albani, construite pour le cardinal Alessandro Albani, propriétaire d'une collection de sculptures antiques. En 1893, les héritiers Torlonia ouvrent une partie de leurs collections aux visiteurs, dans le palais familial de la Via della Lungara, près du Tibre. Elle compte alors environ 517 sculptures.
Dans les années 1960, le musée fut démantelé et le palais Lungara qui comprenait 77 chambres, fut converti en zone résidentielle. La collection a été mise en réserves et n'a plus jamais été exposée au public. En mai 2005, le gouvernement italien a tenté de racheter la collection pour 1,2 milliard d'euros, mais l'offre fut refusée.
En 2014, Alessandro II Torlonia (1925-2017) crée la Fondation Torlonia pour préserver et promouvoir la collection Torlonia et la villa Albani-Torlonia.
La collection comprend entre autres 620 statues de marbre et d'albâtre, et des sarcophages datant de l'Empire romain. Elle a été décrite comme « le plus important musée privé de sculpture au monde » par le critique d'art italien Federico Zeri. Selon le Daily Telegraph, elle était censée rivaliser avec les sculptures anciennes du musée du Vatican. Parmi les œuvres les plus importantes de cette collection, l'Encyclopædia Britannica distingue un relief d'Héraclès libérant Thésée et Pirithoos et une sculpture d’Hestia Giustiniani.
La collection conserve entre autres vingt statues d'Hercule, une trentaine de Vénus, une centaine des Césars et membres de leurs familles, dont un buste de Jules César. Elle comprend également des dieux de la mythologie romaine et des copies romaines de statues grecques.
Le 15 mars 2016, un accord est signé entre le ministère des Biens et Activités culturels italien et la Fondation Torlonia dans la perspective de donner naissance à un nouveau musée installé dans le palazzo Silvestri-Rivaldi, situé viale del Colosseo à Rome, lequel bâtiment est en cours de réfection (2023).